# Ferdinand Buisson
Ferdinand Buisson (Parigi, 20 dicembre 1841 – Parigi, 16 febbraio 1932) è stato un politico francese, fondatore e presidente della Lega per i diritti dell'uomo (Ligue des droits de l'homme) e Premio Nobel per la pace nel 1927, con Ludwig Quidde.

## Biografia
Nacque a Parigi da un pastore protestante, giudice presso il tribunale di Saint-Étienne.
Interruppe gli studi nel 1857, a causa della morte del padre, per potere sostenere economicamente la famiglia. Riprese dopo poco la scuola, concludendo gli studi superiori al Liceo Condorcet di Parigi, ottenendo successivamente all'Università della capitale francese la facoltà all'insegnamento della filosofia. La laurea gli venne invece conferita nel 1892, all'età di 51 anni.
Ardente pacifista, radicale di stampo socialista, attaccato nel suo paese d'origine per le idee da lui espresse, si trasferì nel 1866 in Svizzera, dove fu professore di filosofia all'Accademia di Neuchâtel (1866-1870), e fondò la Lega internazionale per la pace e la libertà (Ligue internationale de la paix et de la liberté).
In quegli anni sviluppò la sua teoria pacifista con la pubblicazione di L'Abolition de la guerre par l'instruction e Christianisme libéral, in cui affermò la sua indipendenza dalla religione come istituzione. In seguito alle sue conferenze, nel 1873  venne creata la Chiesa indipendente di Neuchâtel.
Dopo la caduta di Napoleone III rientrò in Francia, venendo nominato da Jules Simon, Ministro dell'educazione della III Repubblica, responsabile dell'istruzione di base. La sua impronta laica data nell'insegnamento nelle scuole della religione Cattolica gli valse l'accusa dell'Assemblea Nazionale di anticlericalismo.
L'attività di Buisson proseguì comunque negli anni, fino al 1894, anno in cui scoppiò l'Affare Dreyfus, che lo convinse ad entrare in politica. A causa dell'ingiustizia perpetrata ai danni di Alfred Dreyfus, si convinse della necessità di creare un organismo preposto alla difesa dei diritti umani, e nel 1898 fondò la Ligue des droits de l'homme, che presiedette per diversi anni. Fu membro della Massoneria.
Eletto al Senato della Repubblica, proseguì la sua lotta per il riconoscimento dell'uguaglianza e della certezza del giudizio, tra il 1902 e il 1914, anni in cui venne riconfermato dall'elettorato. Presiedette la commissione per la Legge di separazione tra Stato e Chiese del 1905. Nel 1919 si ripresentò alle consultazioni, per poi abbandonare definitivamente la vita politica nel 1924, a 81 anni, per ritirarsi a vita privata.
Morì di infarto nella sua casa parigina.